# Église de Salo
L'église de Salo (en finnois : Salon kirkko) est une église située à Salo en Finlande.

## Présentation
Le retable est peint par  Venny Soldan-Brofeldt et les vitraux sont de Ilmari Launis.

## Galerie

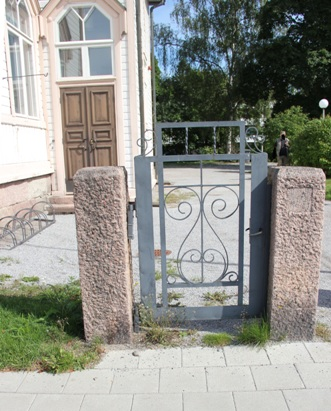
Portail
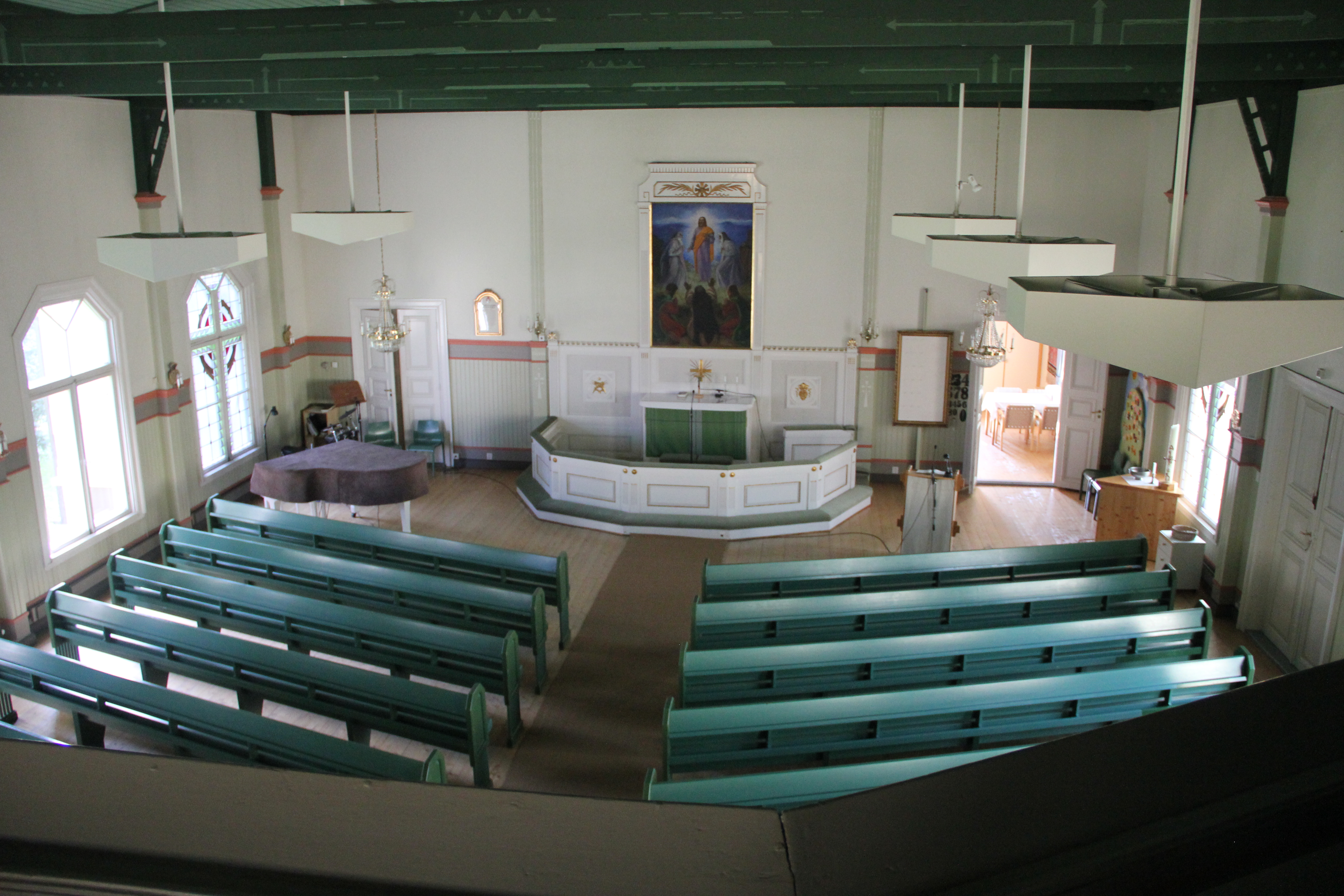
Nef
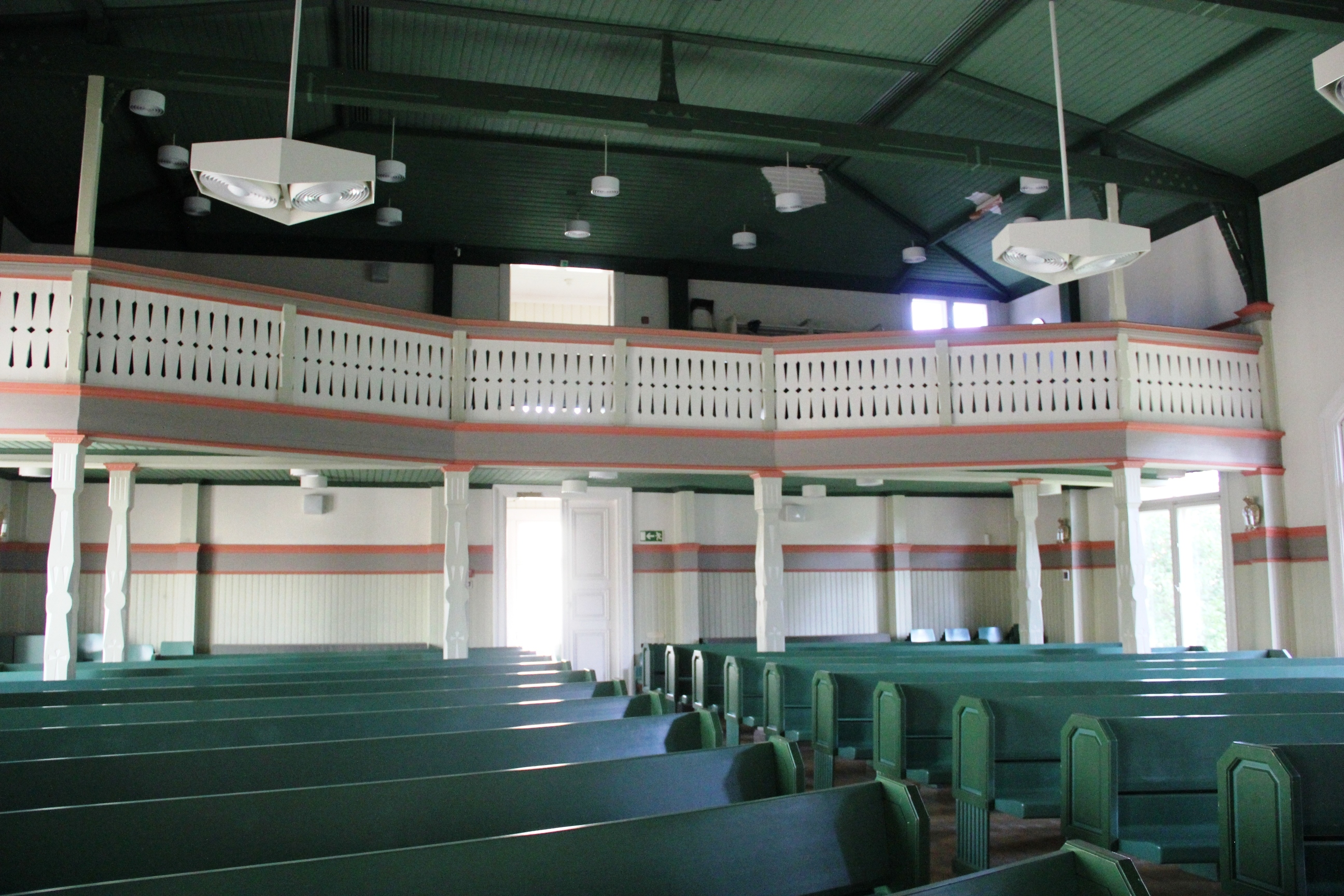
Balustrade de l'orgue
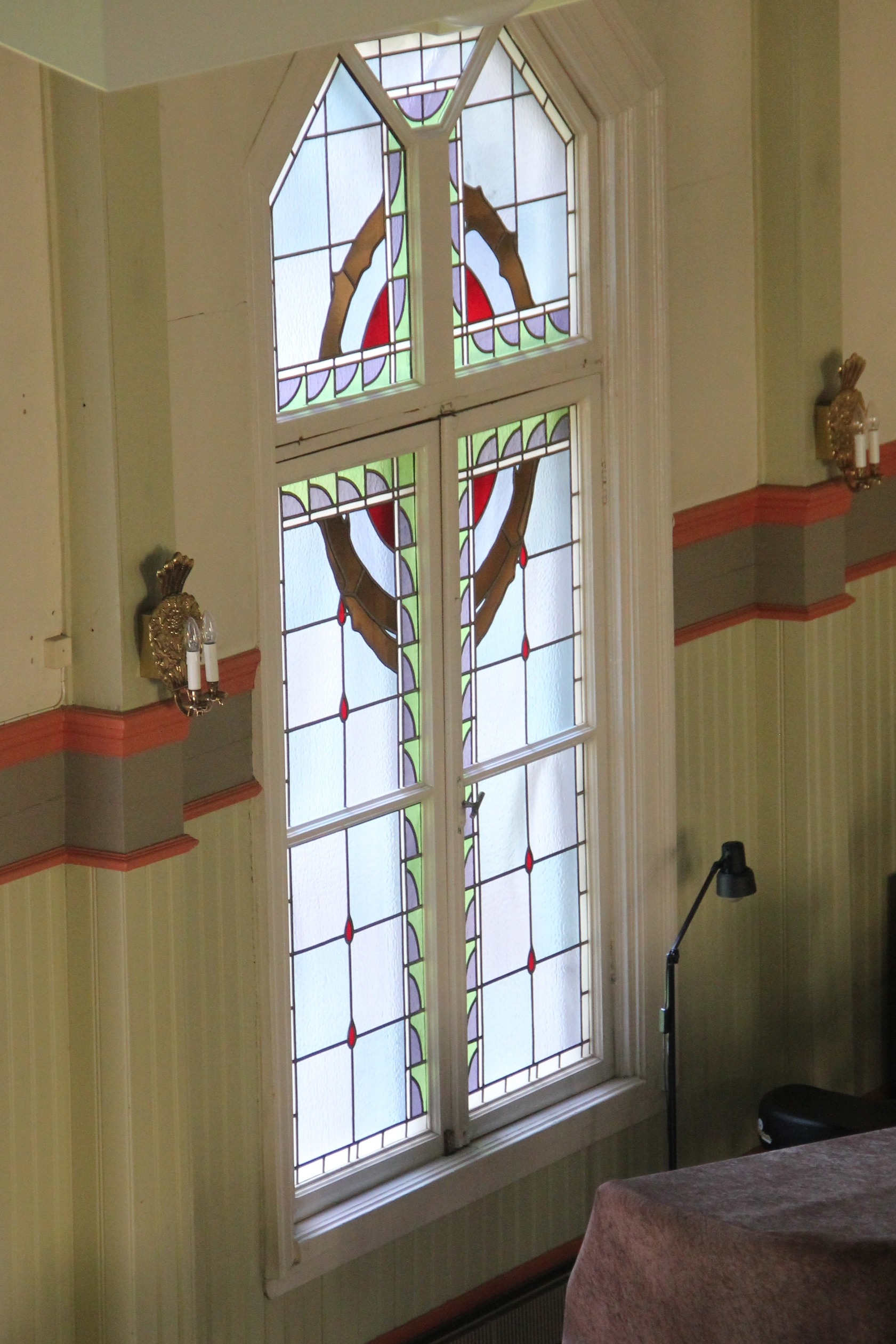
Vitraux